# Château de Lornay
Le château de Lornay, est une ancienne maison forte du début du XIIIe siècle, restauré au XIXe siècle, qui se dresse sur la commune de Lornay une commune française, dans le département de la Haute-Savoie et la région Auvergne-Rhône-Alpes.

## Situation
À l'est du bourg, sur un promontoire dominant le Fier.

## Historique

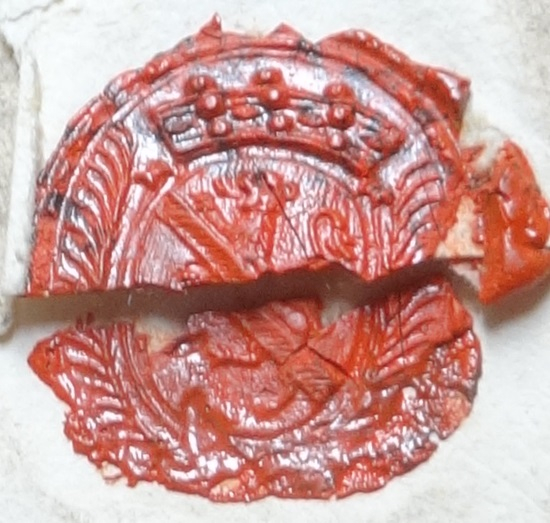
Cachet de Jean-Antoine de Menthon, baron de Lornay, 1717

Propriété de la famille de Menthon au XIIIe siècle, il est donné en 1271 par Thomas de Menthon à son quatrième fils, Henri de Menthon, qui donnera naissance à la branche de Lornay. Il restera dans cette branche jusqu'à la Révolution. Sont seigneurs de Lornay : Guillaume de Lornay en 1300, Jean de Lornay en 1333.
À la fin du XIVe siècle, il est la possession d'un autre Guillaume de Lornay, évêque de Genève. On relève ensuite Philippe de Lornay, Petremont de Lornay en 1475, Nicolas de Lornay en 1536, le révérend François de Lornay en 1608, doyen de l'église collégiale d'Annecy, Christophe de Lornay en 1610, Humbert de Lornay en 1615, Claude de Lornay en 1626, le baron Claude de Lornay en 1742, commandant du duché de Savoie, colonel dans l'armée Sarde et lieutenant général en 1739 du roi de Sardaigne.
Vendu comme bien national, Claude-François Bastian, l'achète en 1796. Il est restauré en 1867 par le chevalier Bastian, maire de Frangy. C'est aujourd'hui le centre d'une exploitation agricole.

## Description

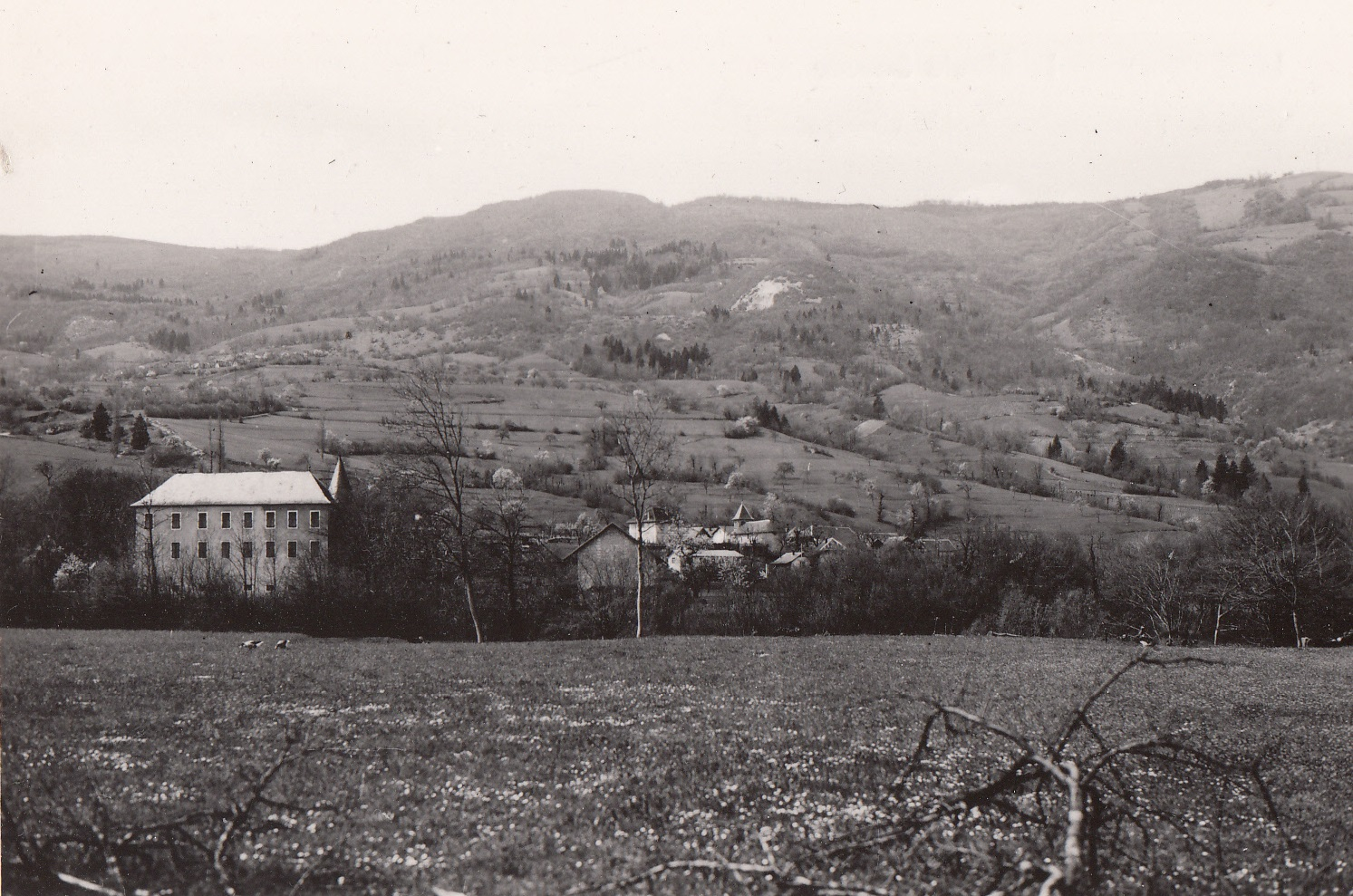
Vue ancienne du château

Le château est protégé au nord et à l'ouest par un fossé naturel. On y accède par un petit pont qui précède un portail massif défendu par deux meurtrières. Le corps de logis est disposé en équerre que viennent flanquer deux tours. La façade dominant le Fier est percée de trois rangées de fenêtres.
Au premier étage une grande salle est décorée de fresques polychromes du XVIIe siècle représentant les armoiries impériales et des allégories.